# Matvey Frantskevich
Matvey Frantskevich (tiếng Belarus: Матвей Францкевіч; tiếng Nga: Матвей Францкевич; sinh 18 tháng 3 năm 1995) là một cầu thủ bóng đá Belarus hiện tại thi đấu cho Torpedo Minsk.